# Нед Келли (фильм)
Нед Келли (англ. Ned Kelly) — художественный биографический кинофильм британского производства, снятый режиссёром Тони Ричардсоном в 1970 году.
Съёмки проводились в Австралии.

## Сюжет
Фильм снят на основе реальной истории о жизни знаменитого австралийского преступника XIX века Неда Келли, бушрейнджера (разбойника), известного дерзкими ограблениями банков и убийствами полицейских и казнённого через повешение за многочисленные нарушения закона.
Выходец из бедной семьи ирландских эмигрантов, сосланных в Австралию, Келли испытал на своей шкуре несправедливость колониальных властей и жесткость полицейских. Оказавшись в крайней нужде и будучи не в состоянии поддерживать свою семью, живущую в австралийской глубинке, занялся сперва кражей и перепродажей лошадей. Сколотив банду, куда вошли его родной брат Дэн и двое друзей — Джо и Стив, Келли принялся за банки в штате и быстро стал героем народных масс. Вскоре он и его соратники будут объявлены вне закона, и, в конце концов, становятся участниками нескольких убийств. За поимку Неда Келли была назначена награда в несколько тысяч фунтов, но разбойникам постоянно удавалось скрыться. Охота на него и его банду объявлена по всей Австралии.

## В ролях
| Актёр                | Роль                                        |
| -------------------- | ------------------------------------------- |
| Мик Джаггер          | Нед Келли                                   |
| Аллен Бикфорд        | Дэн Келли брат                              |
| Марк МакМанус        | Джо Берн                                    |
| Джеф Гилмур          | Стив Харт                                   |
| Серж Лазарефф        | Вилд Райт                                   |
| Кларисса Кайе-Мейсон | мисс Келли мать                             |
| Кен Гудлет           | Николсон полицейский                        |
| Фрэнк Тринг          | Редмонд Барри британский колониальный судья |
| Брюс Бэрри           | Джорж Кинг                                  |
| Тони Бэзелл          | мистер Скот                                 |
| Роберт Брюнинг       | Стил сержант                                |
| Александр Канн       | МакИннес                                    |

Песни Силверстайна в фильме исполняли, в числе прочих, Уэйлон Дженнингс, Крис Кристофферсон и другие.